# Gronenberger Mühle

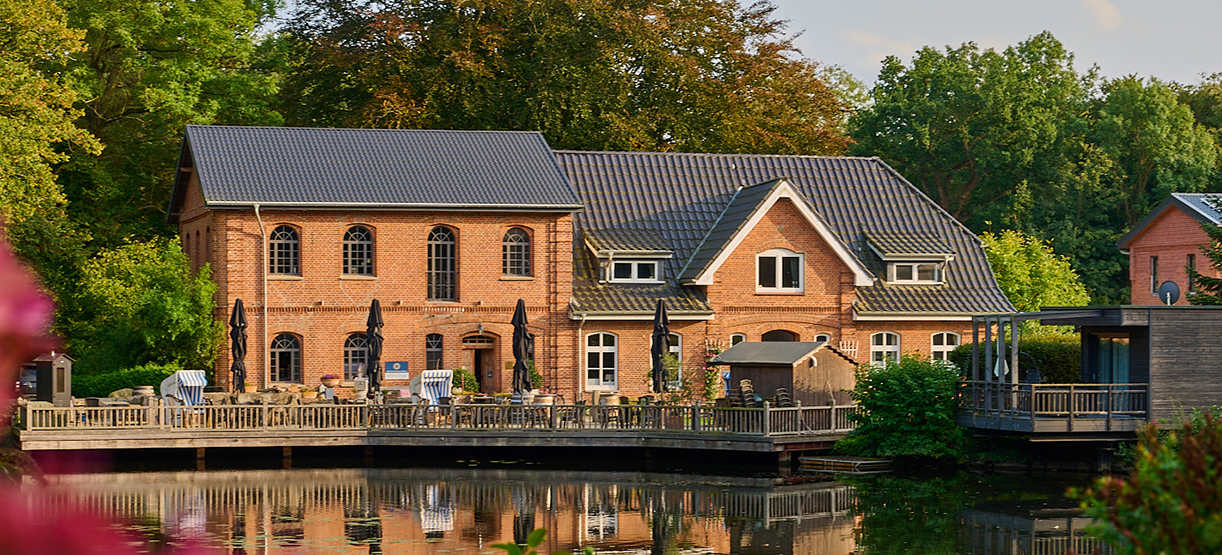
Gronenberger Mühle (2025), ein Wiederaufbau von 1919 nach dem Brand von 1914

Die Gronenberger Mühle ist eine historische Wassermühle an der Gösebek im Ortsteil Gronenberg der Gemeinde Scharbeutz. Sie ist ein eingetragenes Kulturdenkmal.

## Geschichte
Die Gronenberger Mühle ist die einzige von drei Wassermühlen, die am Lauf der Gösebek zwischen dem Kleinen Pönitzer See und der Mündung in die Ostsee zwischen Haffkrug und Scharbeutz erhalten ist. Sie wurde als Kornmühle genutzt. Bei den beiden weiteren Mühlen handelte es sich nicht um Kornmühlen, sondern um die Kupfermühle am Gronenberger Hüttenteich und die Messingmühle näher zur Ortslage des Gronenberger Hofs. Diese waren, wie die Namen schon andeuten, als Hammerwerke eher auf Wasserkraft angewiesene metallverarbeitende Industriebetriebe der Frühen Neuzeit, die im Herzogtum das Monopol für die Herstellung von Kesseln hatten. Die ersten urkundlich überlieferten Nachrichten setzen zu Beginn des 18. Jahrhunderts im Jahr 1704 mit einem ersten überlieferten Pachtvertrag ein. Zu der Zeit stand die Gegend um Ahrensbök unter der Regierung der abgeteilten Herzöge von Schleswig-Holstein-Sonderburg-Plön, die die Gegend von ihrem Schloss Plön, dem nicht erhaltenen Schloss Ahrensbök und der Sommerresidenz Schloss Traventhal als absolute Territorialherren eines Duodezstaates regierten. Da das Wasser des Großen Pönitzer Sees und des Kleinen Pönitzer Sees in niederschlagsarmen Jahreszeiten allein für den Mühlenbetrieb nicht ausreichte, wurde durch eine Anhöhe hindurch bereits im 17. Jahrhundert der Dänische Graben geschaffen, mit welchem zusätzlich auf das Wasser aus dem Einzugsgebiet des Taschensees und des Süseler Sees zugegriffen werden konnte. Auf Initiative des unternehmerischen Gutsherrn auf Övelgönne Friedrich Otto von Dernath wurde der Dänische Graben ab 1770 erheblich tiefer gelegt, damit das zum Gut Övelgönne gehörige Grünland am Süseler See trockener wurde.
Die drei Mühlen an der Gösebek wurden 1704 an die Kaufmannswitwe Anna Küsel in Lübeck verpachtet. Diese akzeptierte jedoch 1736 eine Pachterhöhung durch Herzog Friedrich Karl von Holstein nicht, so dass die Pachtverträge der drei Mühlen auf unterschiedliche und auch wechselnde Pächter übergingen.

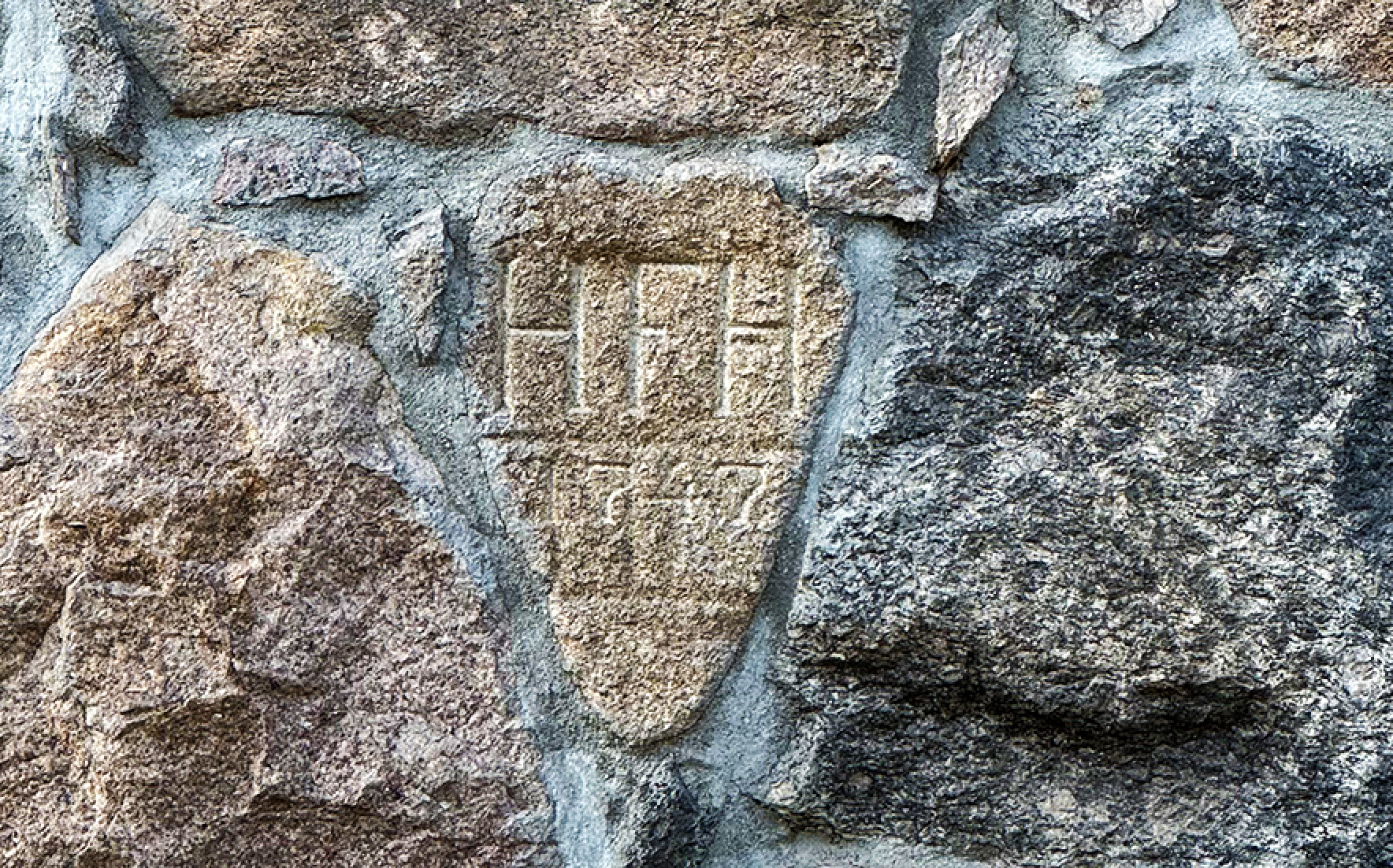
Fundamentstein des Müllers Hardt (1747)

Zumindest auf die erste Hälfte des 18. Jahrhunderts geht das Natursteinfundament der Gronenberger Mühle zurück, in dem sich heute noch ein Fundamentstein mit den Initialen eines der ersten Mühlenbesitzer Hardt und der Jahresangabe 1747 als Hinweis auf ein Jahr der baulichen Erneuerung findet. Die Familie Hardt hatte die Mühle bis in die 1890er Jahre in Besitz.

## Baubeschreibung
Die heutige Gronenberger Mühle entstand nach einem Brand des Vorgängerbaus unter teilweiser Verwendung brauchbarer Altbausubstanz im Jahr 1919. Dabei wurde der Wohnteil auf ein Vollgeschoss reduziert. So entstand neben der eigentlichen Mühle über dem Mühlenfließ, also neben den bis auf das Dach erhaltenen nördlichen vier Achsen, ebenfalls auf dem ursprünglichen Feldsteinfundament der Vorgängerbauten ein neues Wohnteil mit einseitigem, traufständigem Krüppelwalmdach und einem nach Süden verlagerten Giebel. Beide Gebäudeteile sind oberhalb des imposanten Feldsteinfundaments aus Lesesteinen in Backstein aufgeführt. Die Wassermühle, die seit 1954 außer Betrieb ist, wurde 2018 als Bauwerk saniert. 
Das Erdgeschoss auf der Seite des Mühlendamms ist zum rückseitigen Garten das 1. Obergeschoss des Gebäudes. Die große Blutbuche hinter dem Haus wurde vom Bauherren mit seiner Familie 1920 nach dem Wiederaufbau gepflanzt. Nach der Sanierung wird die Gronenberger Mühle heute überwiegend touristisch genutzt.

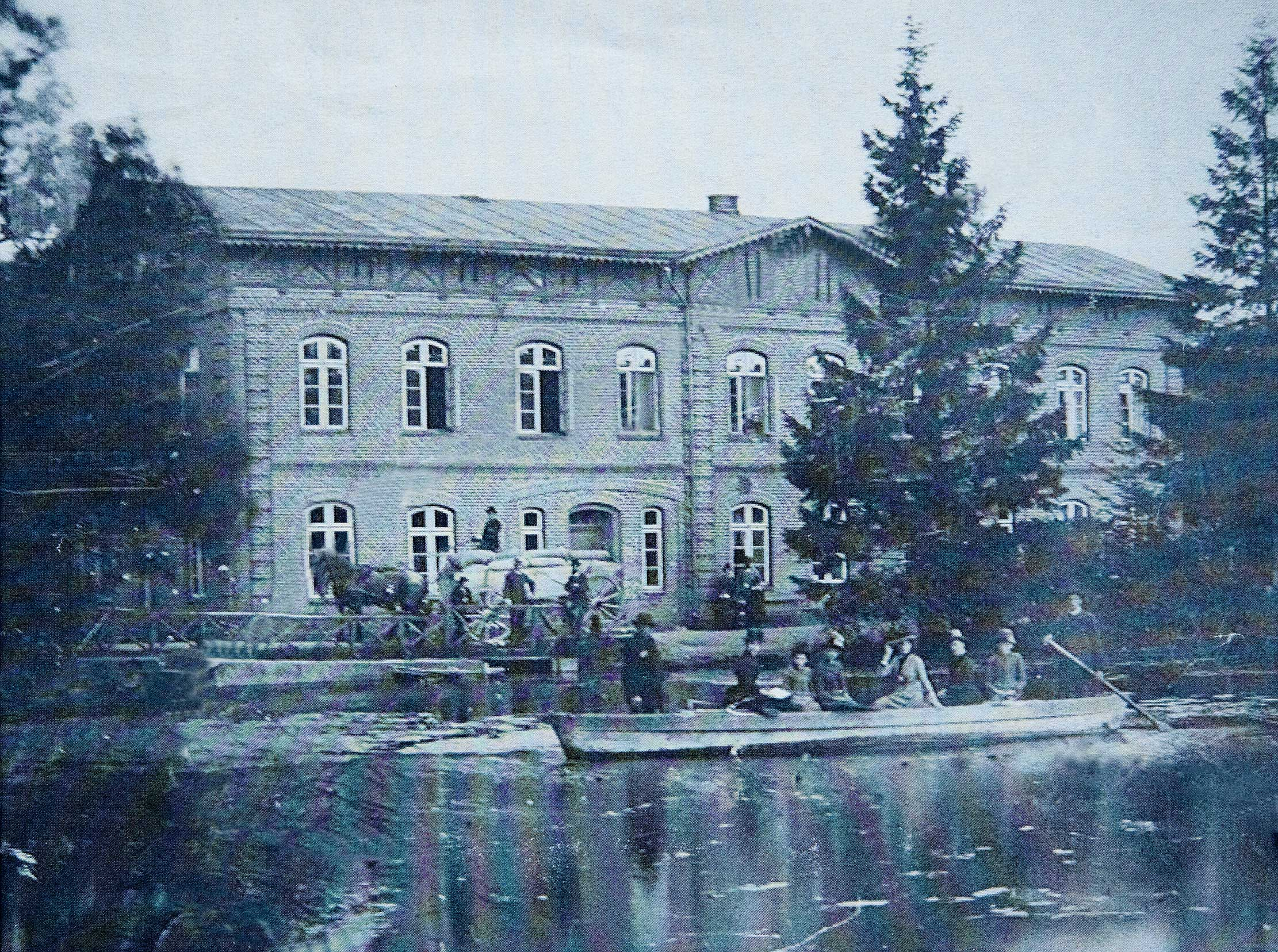
Gronenberger Mühle in den 1890ern (vor dem Brand)
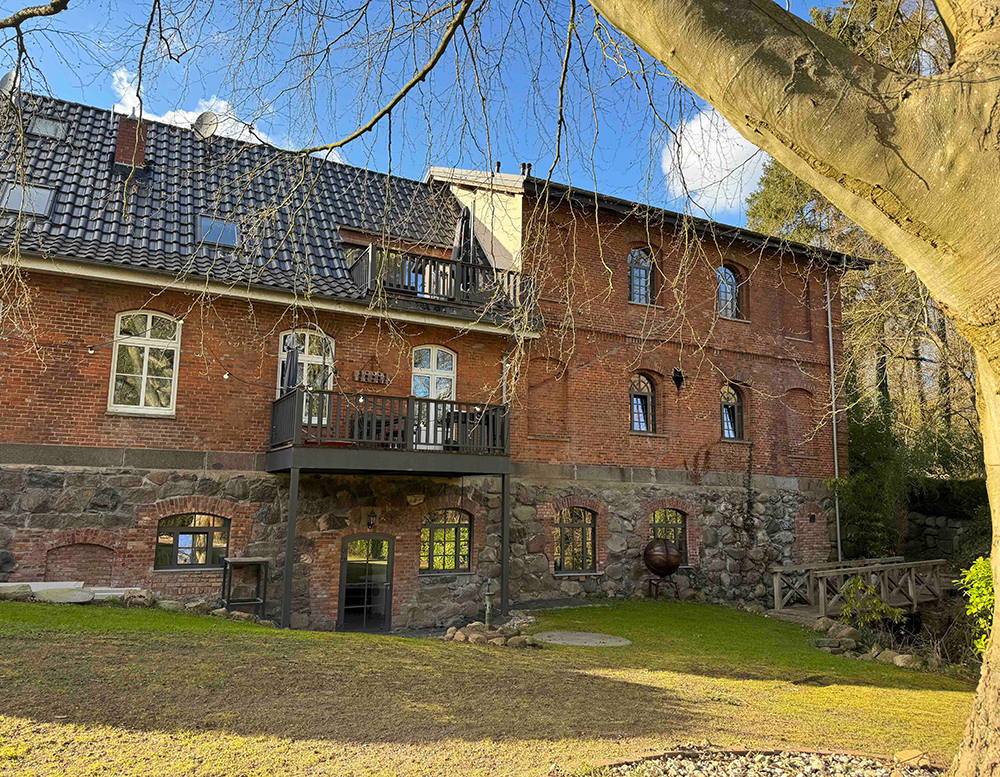
Rückseite der Gronenberger Mühle nach dem Wiederaufbau von 1919, rechts die Brücke über das Mühlenfließ mit der Gösebek
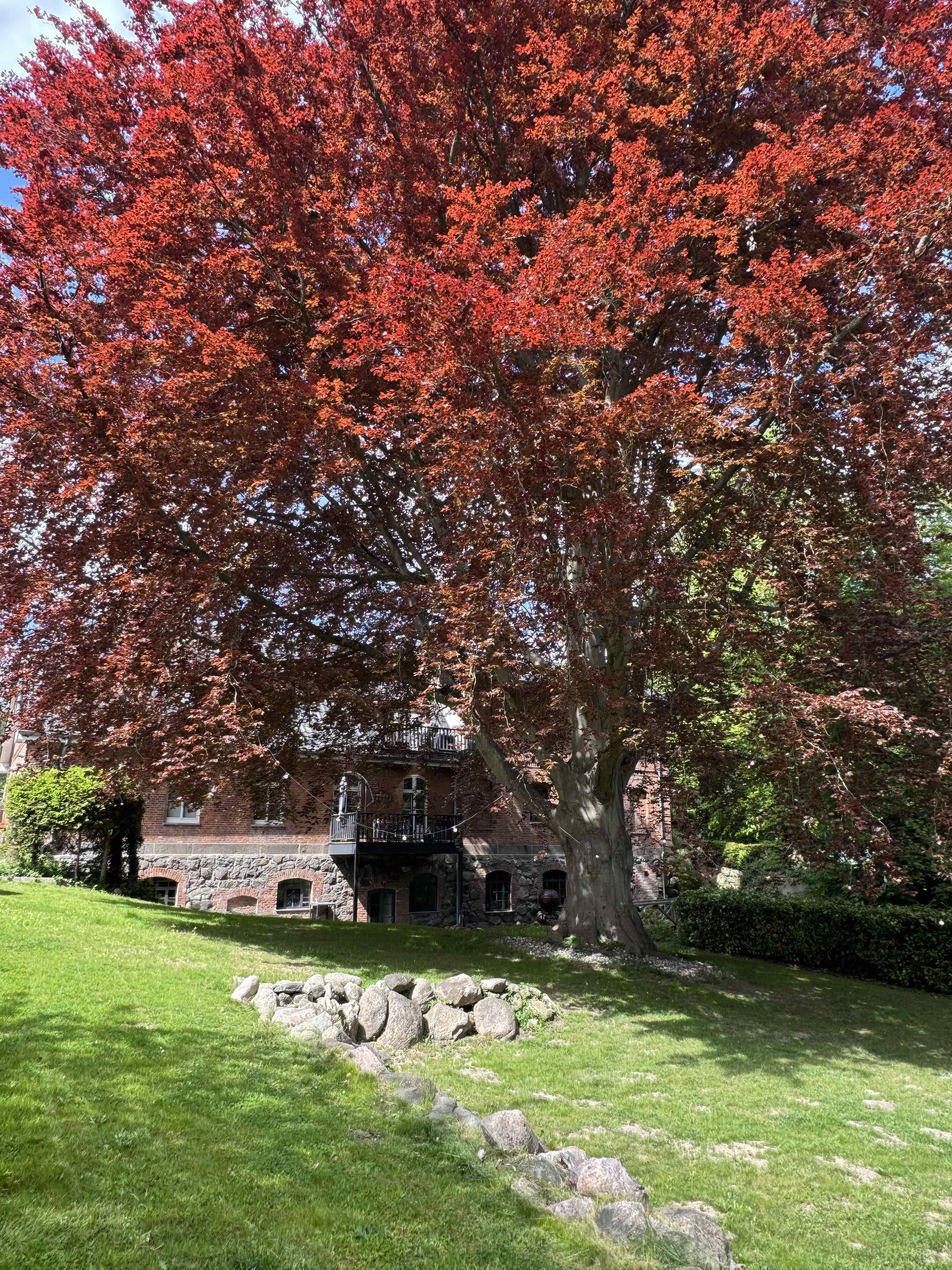
Blutbuche hinter der Mühle im Frühjahr